# Álvaro Méndez
Álvaro Daniel Méndez Josa (nacido el 6 de abril de 1976 en Montevideo) es un exfutbolista uruguayo. Su último fue equipo el Esporte Clube São José de Brasil. 

## Clubes
| Club                    | País        | Año         | Partidos | Goles |
| ----------------------- | ----------- | ----------- | -------- | ----- |
| Montevideo Wanderers    | Uruguay     | 1996        | -        | -     |
| FC Jazz                 | Finlandia   | 1996 - 1998 | 42       | 3     |
| Montevideo Wanderers    | Uruguay     | 1998 - 2000 | 49       | 15    |
| Basáñez                 | Uruguay     | 2000        | 8        | 1     |
| Progreso                | Uruguay     | 2001        | 25       | 16    |
| Rosario Central         | Argentina   | 2002        | 0        | 0     |
| Nacional                | Uruguay     | 2002        | 1        | 0     |
| Estudiantes de Medicina | Perú        | 2003        | 12       | 0     |
| Bella Vista             | Uruguay     | 2003        | 11       | 1     |
| Municipal Limeño        | El Salvador | 2004        | 23       | 7     |
| Paysandú                | Uruguay     | 2004        | 9        | 4     |
| Isidro Metapán          | El Salvador | 2005        | 35       | 10    |
| Basáñez                 | Uruguay     | 2006 - 2007 | 39       | 14    |
| Sud América             | Uruguay     | 2007        | 13       | 3     |
| CD Platense             | Honduras    | 2008        | 13       | 4     |
| Rampla Juniors          | Uruguay     | 2008        | 10       | 5     |
| FBC Melgar              | Perú        | 2009        | 9        | 2     |
| Juventud Las Piedras    | Uruguay     | 2009        | 13       | 2     |
| Rampla Juniors          | Uruguay     | 2010        | 19       | 2     |
| Esporte Clube São José  | Brasil      | 2011 - 2012 | 28       | 8     |
| TOTAL                   | TOTAL       | TOTAL       | 359      | 97    |

## Palmarés
- Campeonato de Finlandia 1996